# Radio en Colombia

Logo actual Radio Nacional de Colombia

La radio en Colombia es uno de los medios de comunicación masivos más populares. A pesar de haber sido un país eminentemente rural, Colombia fue uno de los primeros países en Latinoamérica en desarrollar la radio. Las primeras emisiones se realizaron en 1929.
Existen varias empresas o conglomerados que poseen diversas estaciones de radio como Caracol Radio (propiedad del Grupo Prisa), RCN Radio (propiedad de la Organización Ardila Lülle), Todelar Radio, la Organización Radial Olímpica (propiedad del Grupo Empresarial Olímpica), RTVC Sistema de Medios Públicos (propiedad del Gobierno de Colombia), entre otras.

## Historia
El 12 de abril de 1923, el presidente Pedro Nel Ospina, mandaba un mensaje a Guillermo Marconi, con motivo de la inauguración del telégrafo inalámbrico en Colombia:

Me es singularmente grato presentar a usted un saludo efusivo en esta ocasión; así como mis congratulaciones muy sinceras y mis votos fervientes porque el adelanto que desde hoy va a gozar y a aprovechar Colombia y que la humanidad le debe al soberano genio de usted, sea prenda de mejoramiento moral y material para el pueblo colombiano, que se despierta a las esperanzas y propósitos de una vida de esfuerzo y de conciencia de sus potencialidades y de sus responsabilidades.

Aunque antes de la creación de las emisoras colombianas entusiastas y aficionados recibían emisiones de otros países, principalmente de Estados Unidos, fue en 1929 cuando comenzaron transmisiones HJN (5 de septiembre), primera emisora pública y antecesora de la Radio Nacional de Colombia, y La Voz de Barranquilla (8 de diciembre), la primera emisora comercial del país, organizada por Elías Pellet Buitrago, un experimentado radioaficionado, con la sigla HKD. La HJN cerraría emisiones en 1937, mientras que La Voz de Barranquilla sería vendida por la viuda de Pellet en 1938 a Emigdio Velasco, dueño de La Voz de la Víctor en Barranquilla. 
Entre pioneros de la radio colombiana se encuentran Manuel Gaitán de La Voz de la Víctor, Hernando Bernal Andrade de Radio Santa Fe, Gustavo Sorzano y Francisco Bueno en Bucaramanga, Antonio y Rafael Fuentes en Cartagena de Indias y a los hermanos Alford, fundadores de Colombia Broadcasting, luego Emisora Nueva Granada (hoy RCN Radio).
En los años 1940 surgen los primeros locutores profesionales: Fernando y Carlos Gutiérrez Riaño (Aramis), Tocayo Ceballos, Juan Francisco Reyes, Carlos Arturo Rueda C, entre otros. Ante la conformación de los primeros enlaces, se desarrollaron las primeras cadenas de radiodifusión: Caracol Radio (Fernando Londoño Henao), Todelar (Bernardo Tobón de la Roche) y RCN Radio (los hermanos Roberto y Enrique Ramírez)
En los años 1950 llegan a la radio nuevos profesionales que tendrían una larga carrera en la radio colombiana: Teresa Gutiérrez, Otto Greiffestein, Carlos Pinzón Moncaleano, Humberto Martínez Salcedo, Hernán Castrillón, Jorge Antonio Vega, Pastor Londoño Pasos, Gabriel Muñoz López, Sofía Morales, Julio Eduardo Pinzón, Bernardo Tobón de la Roche, Joaquín Marino López, Gaspar Ospina, Fernando Franco García, Julián Ospina, entre otros. 
En 1954 Carlos Pinzón Moncaleano creó la Asociación Colombiana de Locutores y Comunicadores para profesionalizar la nueva actividad.

## Emisoras de radio

### Tipos de emisoras de radio en Colombia
De acuerdo con el artículo 17 de la Resolución 2614 de 2022 de MINTIC, el servicio público de radiodifusión sonora se clasifica, en función de la orientación general de la programación, en:

#### Radiodifusión sonora comercial
Emisoras privadas, incluidas las de las universidades privadas. El 91 % de las emisoras colombianas son privadas.

#### Radiodifusión sonora comunitario
Emisoras de radio sin fines de lucro y creada para favorecer el desarrollo de una población o una comunidad. El 4% de las emisoras colombianas son comunitarias.

#### Radiodifusión sonora de interés público (radio pública)
Las emisoras cuyas concesiones pertenecen a entidades del Estado son emisoras públicas: las de RTVC Sistema de Medios Públicos, las estaciones de las universidades públicas, de las Fuerzas Armadas y de algunas alcaldías y gobernaciones. En Colombia el 5 % de las concesiones pertenecen a las emisoras públicas.

#### Radiodifusión sonora comunitaria étnica
Emisoras pertenecientes a comunidades étnicas reconocidas por el Ministerio del Interior.